# Európai Bankfelügyelők Bizottsága
Az Európai Bankfelügyelők Bizottsága (Committee of European Banking Supervisors, CEBS)  2004 elején jött létre az Európai Bizottság 2003. november 3-ai, 2004/5/EK számú határozata alapján. 2009-ben az Európai Bizottság szükségesnek látta, hogy a jogbiztonság, az átláthatóság, egyértelműség és az egyszerűsítés érdekében hatályon kívül helyezze a korábbi alapító határozatát, és 2009/78/EK határozatával újból létrehozza a szervezetet, így innentől fogva ez a jogi alapja a szervezetnek.
2011. január 1-jével feladatait átvette az újonnan alapított Európai Bankhatóság (European Banking Authority).

## Feladatai
Az európai bankfelügyelők független bizottságaként a CEBS a következő feladatokat látja el a Lámfalussy-eljárás harmadik szintjén:
- legfontosabb feladataként részt vesz a bankrendszer EU-szintű szabályozásának kidolgozásában: elsősorban a második szintű részletes végrehajtási rendelkezések megalkotásában támogatja az Európai Bizottságot, saját kezdeményezésre vagy a Bizottság felkérésére;
- elősegíti a bankszektorra vonatkozó, keretjellegű uniós joganyag (irányelvek) egységes nemzeti jogba való átültetését
- a nemzeti bankfelügyeleti gyakorlat unión belüli egységesítésén munkálkodik;
- elősegíti a tagállamok bankfelügyeleti hatóságai közötti együttműködését, beleértve a felügyelt intézményekre vonatkozó, bizalmas információcserét is,

## Tagjai
A CEBS tagjai a nemzeti bankfelügyeleti hatóságok (pénz- és tőkepiaci felügyeletek valamint jegybankok) és az Európai Központi Bank magas szintű képviselői. Az EU-n kívüli, de az Európai Gazdasági Térségbe beletartozó államok (Norvégia, Liechtenstein és Izland) képviselői megfigyelői státusszal rendelkeznek. Az Európai Bizottság, az EKB-n belüli Banking Supervisory Committee és az ún. Groupe de Contact, a CEBS legfontosabb munkacsoportjának elnöke is megfigyelőként vesz részt. A CEBS keretében – a Groupe de Contact-tal együtt – jelenleg négy munkabizottság, valamint több al-munkabizottság működik.

## Külső hivatkozások
- Committee of European Banking Supervisors Archiválva 2018. október 21-i dátummal a Wayback Machine-ben
- Deutsche Bundesbank – Committee of European Banking Supervisors
- A PSZÁF részvétele az európai uniós szakbizottságokban
- Private Banking.lap.hu – linkgyűjtemény